# Argentina na Letních olympijských hrách 1964
Argentina se účastnila Letní olympiády 1964 v japonském Tokiu v 14 sportech. Zastupovalo ji 102 sportovců (96 mužů a 6 žen).

## Medailové pozice
| Medaile | Jméno            | Sport     | Disciplína           |
| ------- | ---------------- | --------- | -------------------- |
| Stříbro | Carlos Moratorio | Jezdectví | jednotlivci military |